# Трейсон, Энн
Энн Трейсон (англ. Ann Trason; род. 30 августа 1960) — американская бегунья на сверхмарафонские дистанции из Кенсингтона (Калифорния). В течение своей беговой карьеры она побила 20 мировых рекордов[уточнить].

## Биография
Трейсон была первоклассной бегуньей в средней школе, но травма колена не позволила ей соревноваться в колледже.
Её карьера в сверхмарафоне началась в возрасте 24 лет, когда она заявилась на участие в забеге на 50 миль American River, выиграла его и установила рекорд трассы. Она вернулась на забег 8 лет спустя и уменьшила свое время на час, установив рекорд 6:09, который держится до сих пор[уточнить].
Первые два раза участвуя в Вестерн Стейтс, она не смогла финишировать: в 1987 году она сошла из-за проблем с коленом, а в 1988 году прямо около финишной черты от обезвоживания. Она финишировала, выиграв забег, в 1989. В целом, она выиграла Вестерн Стейтс 14 раз, последний в 2003 году. Она удерживала рекорд трассы в женском зачете на протяжении 18 лет (17:37.51, установлен в 1994), пока его не побила Элли Гринвуд в 2012.
Трейсон упоминается в книге Рождённый бежать Кристофера Макдугла в истории про забег Ледвилл Трейл 100 в 1990-е. Её финишное время 1994 года 18:06.24 является рекордом трассы до настоящего времени[уточнить].
В 1996 и 1997 Трейсон оформила «дубль», выиграв Вестерн Стейтс всего после 12 дней, как она выиграла 56-мильный сверхмарафон The Comrades в Южной Африке.
Трейсон со своим бывшим мужем и партнером по тренировкам Карлом Андерсеном совместно руководили забегом Dick Collins Firetrails 50 с 2000 по 2010. Трейсон сама бежала его только один раз в 1987 году, но при этом установила рекорд трассы.

## Результаты

### Соревнования
| Год  | Соревнование                  | Город     | Дистанция | Дата        | Результат   | Место | Видео/Фото/ Кинограмма |
| ---- | ----------------------------- | --------- | --------- | ----------- | ----------- | ----- | ---------------------- |
| 1988 | Чемпионат мира                | Сантандер | 100 км    | 1 октября   | 7:30.49     | I     |                        |
| 1990 | Чемпионат мира                | Дулут     | 100 км    | 27 октября  | 8:06.15     | II    |                        |
| 1995 | Чемпионат мира                | Винсхотен | 100 км    | 16 сентября | 7:00.48 WR* | I     |                        |
| 1996 | Чемпионат мира (среди женщин) | Нант      | 100 км    | 28 сентября | DNF         | —     |                        |
| 1997 | Чемпионат мира                | Винсхотен | 100 км    | 13 сентября | DNF         | —     |                        |

### Рекорды
| Дистанция    | Результат            | Место     | Дата       | Видео/Фото/ Кинограмма |
| ------------ | -------------------- | --------- | ---------- | ---------------------- |
| Бег 50 миль  | 5:40.18              | Хьюстон   | 23.2.1991  |                        |
| Бег 100 км   | 7:00.48              | Винсхотен | 16.9.1995  |                        |
| Бег 12 часов | 147,650 км[уточнить] | Нью-Йорк  | 4/5.5.1991 |                        |
| Бег 100 миль | 13:47.41             | Нью-Йорк  | 4/5.5.1991 |                        |

#### Рекорды соревнований
- 6:09.08 — American River 50
- 3:59.32 — Cool Canyon Crawl 50K
- 7:31.24 — Firetrails 50 mile (1987)
- 6:13.54 — Hunter Thompson 50 mile
- 18:06.24 — Ледвилл 100 — рекорд в женском зачете (2-е место в общем зачете 1994 года)
- 8:55.49 — Мивоки 100 (2001)
- 6:43.00 — Quicksilver 50 mile
- 7:29.36 — Silver State 50 mile